# سوريون
السُّوريون ويعرفون أيضًا باسم الشَّعب السوري أو الأمَّة السُّوريَّة، هم، بالمعنى المعاصر للكلمة، مواطنو الجمهورية العربية السورية، مع أن المصطلح كان يشمل منطقة أوسع في السابق، على سبيل المثال فإن ولاية سوريا العثمانية كانت تشمل الأردن وفلسطين ولبنان، أي ما يعرف باسم بلاد الشام. يعد لفظ «سوريا» يوناني الأصل، واستخدم في أقدم أطواره للإشارة إلى ناطقي السريانية في الهلال الخصيب. لعب الموقع الجغرافي المتوسط لسوريا وأراضيها الخصبة دورًا في اجتذاب عدد كبير من الهجرات والغزاة إليها عبر التاريخ، وهو ما أدى إلى تمازج أفراد هذه المكونات لتعطي الهوية السورية المعروفة اليوم. حاليًا يُشار إلى ناطقي السريانية وحاملي ثقافتها في اللغة العربية باسم السريان. بدأت ملامح الهوية السورية الحديثة بالتشكل باستعراب غالبية البلاد خلال القرون الوسطى[بحاجة لمصدر]؛ ويُعَدُّ القرن التاسع عشر مرحلة حاسمة في تكوينها حيث ظهرت أندية وجمعيات أدبية وسياسية ومفكرين نادوا وأسسوا في الهوية السورية، وهو ما تصاعد خلال القرن العشرين. فإنْ كان الانتداب الفرنسي على سوريا قد قسّم ما يعرف باسم «الولايات السورية العثمانية» إلى ثمانية كيانات فإن خمسة منها قد اتحدت مجددًا بشكل تدريجي حتى عام 1936 لتشكل الجمهورية والهوية السورية بالمعنى المتعارف عليه اليوم.
الشعب السوري يُعَد شعبًا متنوعًا عرقيًا وقوميًا، يُصنَّف أساسًا أنه من الشعوب السامية، وغالبيته من العرب، إلى جانب وجود نسب صغيرة من الكرد والأرمن ووالسريان بنسب متباينة، و«انتماء مناطقي أو محلي قوي». وقد نشطت منذ القرن التاسع عشر هجرة نشطة نحو العالم الجديد كانت دوافعها اقتصادية بالدرجة الأولى. ويقدر عدد السوريين وذوي الأصول السورية باختلاف الدراسات بين 36-39 مليون مواطن.
يُقسَم السكان بين أهل مدن كبيرة وذات نمط حياتي حديث، تضخمت بشكل كبير خلال النصف الثاني من القرن العشرين، وأبرزها حلب ودمشق وحمص واللاذقية، وأهل الريف، وهناك وجود للبدو الرُحَّل أو العشائر المستقرة في المحافظات الشرقيّة والجنوبية على وجه التحديد. تعتبر الزراعة مصدر الدخل الأساسي لمعظم السوريين، وينتشر الفقر والتفاوت الطبقي خصوصًا في مناطق ريفي إدلب وحلب. اللغة العربية بلهجاتها الشامية هي السائدة في سوريا، مع أن بعض المجتمعات الصغيرة تستخدم لغاتها الخاصة. يعد الإسلام السنّي دين الغالبية، وإلى جانبه يوجد علويون، ودروز، وإسماعيليون، ويزيديون، وكذلك مسيحيون وعدد قليل من اليهود.

## أصل التسمية وتاريخها

### الأصول

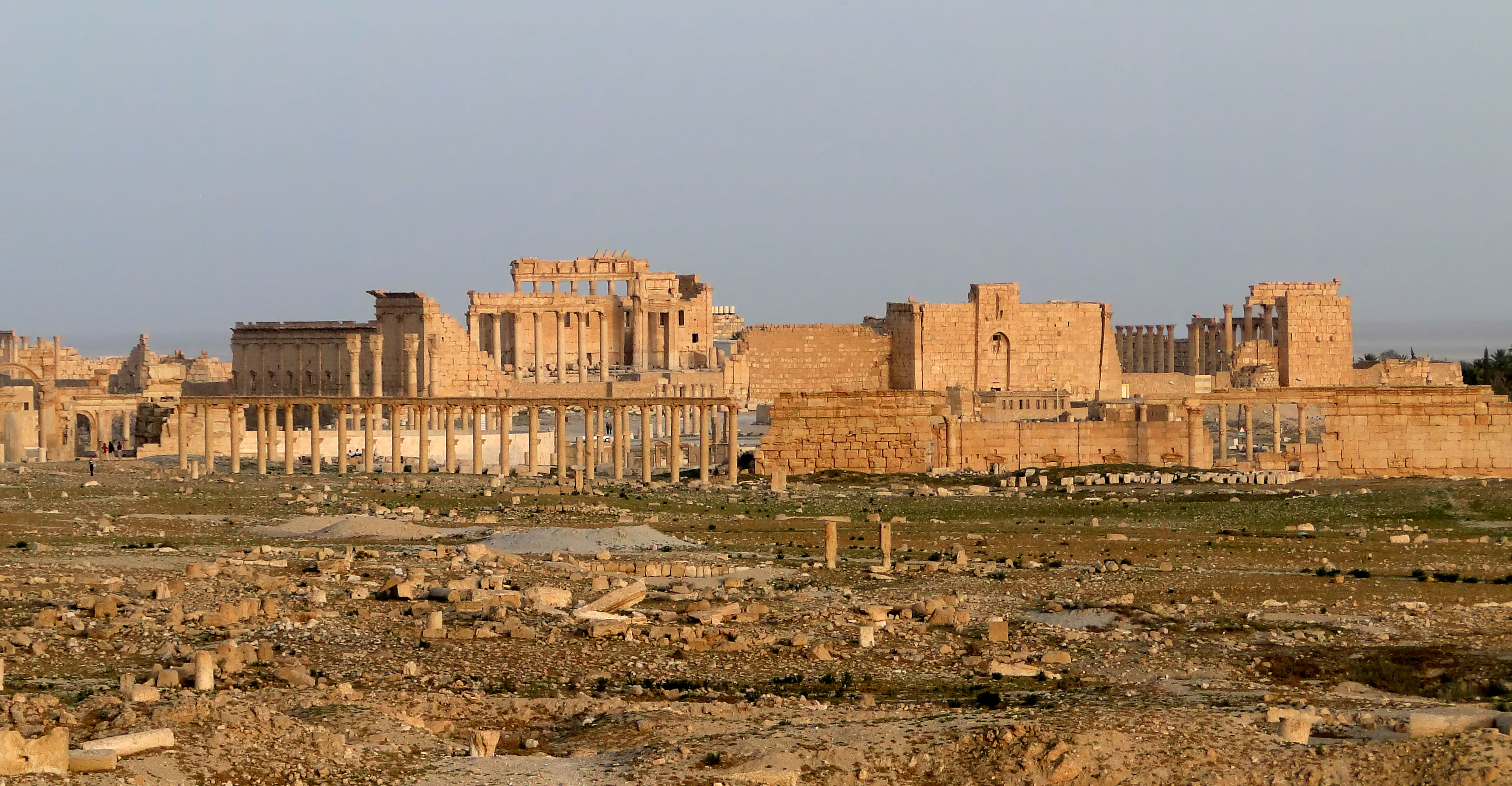
أطلال مملكة تدمر من القرن الثالث.

حسب أغلب الباحثين فإن لفظ سوريا هو تحريف يوناني من أيام الدولة السلوقية للفظ آشور، بحذف الألف، وقلب الشين سين؛ وقد ظهر الاسم بلفظه في الأدب اليوناني القديم، كما في مؤلفات هيروديت وهوميروس، للإشارة إلى ناطقي السريانية في المنطقة، واستخدم أيضًا في مراحل لاحقة للإشارة إلى ساكني ولاية سوريا السلوقية ثم الرومانية، إذ ظهر لفظ «ملوك سوريا» للمرة الأولى في القرن الرابع قبل الميلاد حينما قامت الدولة السلوقية على أنقاض إمبراطورية الإسكندر المقدوني، وحين احتلت الإمبراطورية الرومانية المنطقة عام 64 قبل الميلاد، ورثت التسمية السلوقية «وتوحدت البلاد باسم سوريا في دولة واحدة، وعاصمة واحدة، وحكومة واحدة، تشمل الثقافات الآرامية والعبرية والإغريقية والعربية»، وأخذت الآرامية - السريانية، تنتشر حتى باتت لسان المنطقة، ويشار إلى الحقبة التدمرية في القرن الثالث بوصفها نموذجًا لتلك المرحلة: «كان سكان تدمر خليطًا من الآراميين والعرب، لكنهم كتبوا جميعًا بالآرامية... لقد لعب انتشار اللغة الآرامية دور الانصهار الإثني واللغوي لشعوب سوريا القديمة في خطى جديدة نحو الوحدة بالمعنى المعاصر»، كما كانت التقسيمات الإدارية الثانوية مطابقة لولاية بطريرك أنطاكية، ويطلق عليها بالمصطلح المعاصر اسم «سوريا الكبرى». بعد قدوم المسلمين، أطلق لقب «شوام» على سكان المنطقة الذين وعلى مراحل متعاقبة اتخذوا العربية لغة تخاطب يومي، أما ناطقي السريانية ومعتنقي طقسها فقد أطلق عليهم لفظ «سريان»، وهو بدوره أحد تحريفات لفظ سوريا. أما الإشارة إلى الأرض، فالتسمية التي شاعت هي الشام، وعموم حدودها تشمل الأراضي الممتدة من البادية حتى البحر، وأما لفظ «سوريا» فاستعماله انحصر بمعنى فعل ماضي للإشارة إلى البلاد أيام الحكم الروماني البيزنطي، وقد ورد عند ياقوت الحموي بهذا المعنى. وعلى الرغم من استبدال تسمية سوريا بالشام فقد ظلت الأولى شائعة في اللغات الأوروبية فاستعملها الرحالة الأوربيون مثل قسطنطين فولني ويوهن بركهارت ولاحقا المرسلون الأمريكيون في تلك المنطقة في أوائل القرن التاسع عشر.

### الهوية السورية الحديثة

الولايات السورية العثمانية، أواخر القرن التاسع عشر.

عاد المصطلح للظهور، خلال حكم الدولة العثمانية، فظهرت ولاية سوريا، واصطلح "الولايات العثمانية السورية" على ولايات دمشق، وحلب، وبيروت، وثلاث متصرفيات ممتازة ترتبط مباشرة بالباب العالي هي متصرفية الزور وجبل لبنان والقدس، وغالبًا ما كانت تحكم الولايات أسرة واحدة مثل آل العظم، أو تجمع إلى والي واحد مثل أحمد باشا الجزار. خلال القرن التاسع عشر "أخذ الانتماء القومي يتجه نحو الأرض، بغض النظر عن الانتماء الديني أو العرقي أو العشائري أو المذهبي، كانت الأرض تشمل الولايات السورية العثمانية الثلاث، وعلى هذا الأساس ظهرت جامعات مثل الكلية الإنجيلية السورية في بيروت، وصحيفة نفير سورية للبستاني، وموسوعة "تاريخ سوريا الديني والدنيوي" للدبس، والمطبعة السورية لخليل الخوري عام 1858، وكتاب «خرابات سورية» أول كتاب حمل الاسم بالمعنى الحديث، كما تأسست الجمعية السورية عام 1847 بمساعي مرسلين أمريكيين وكان هدفها "ترقية العلوم نشر الفنون"، و"الجمعية العلمية السورية" عام 1857 والتي اعترفت فيها السلطة العثمانية وعرفت عن نفسها بكونها "تمثل الوحدة الوطنية، والاعتزاز بالتراث"، وأخيرًا، قام والي سوريا رشيد باشا بنشر جريدة «سورية» باللغتين العربية والتركية لتكون أشبه بصحيفة رسمية؛ وحين صدر قانون الولايات الجديد سميّت ولاية دمشق باسم ولاية سوريا خلافًا للتقليد العثماني الذي ينصّ على تسمية الولايات بأسماء عواصمها؛ وكان للمدارس الأجنبية وسلسلة المدارس الوطنية الحكومية التي أنشأها إبراهيم باشا ثم مدحت باشا دورًا بارزًا في نشوء الهوية، وهكذا فإن الهوية السورية الحديثة في الأدب والسياسية والاقتصاد قد نشأت. أمين الريحاني كتب:
| سوريون | أنا سوري أولاً، لبناني ثانيًا [من منطقة جبل لبنان]، وماروني بعد ذلك. | سوريون |

تزامنًا مع نمو «الهوية السورية» كانت تنمو «الهوية العربية» على أساس اللغة، والمصالح المشتركة في الاقتصاد، والدين؛ ولم يكن هناك تناقض بين الهويتين: «الذين طالبوا بسوريا مستقلة، كانوا يدعمون أفضل العلاقات مع الدول العربية الأخرى لا سيّما مصر؛ والذين طالبوا بدولة عربية واحدة مستقلة، مركزية أو لا مركزية، لم يلغوا أو يطمسوا خصوصيات المجتمع السوري وهويته الثقافية المتنوعة». رغم ذلك، فإن شخصيات ذات تأثير وبعض الأوساط أمثال رئيس الوزراء اللاحق حقي العظم قال: «إن جميع السوريين، المسلمين قبل المسيحيين، يرفضون الحكم الديني مجددًا... جميع السوريين يرفضون سلطة ملك يقبع في الحجاز»، في إشارة الشريف الحسين بن علي.
بعد انهيار الدولة العثمانية، تأسست العديد من الأحزاب والجمعيات، مثل اللجنة السورية المركزية، حزب الاتحاد السوري، لجنة العمل للوحدة السورية، ولجان الدفاع عن الاستقلال برئاسة الشيخ كامل القصاب؛ وكان فيصل بن الحسين يوقع ويتكلم بوصفه «أمير سوريا» منذ 1918، وخلال زيارته حلب في 9 يونيو قال: «نحن جسم واحد، لا يفرق بيننا اختلاف المذاهب، نحن سوريون قبل موسى وعيسى ومحمد، تجمعنا الحياة ولا يفرقنا سوى الموت.... لنحترم أنفسنا، وإلا كيف سيحترمنا الأجنبي».
غير أن الأمر سار عكس ذلك، لم تعترف الدول الكبرى بالمملكة السورية العربية، واحتلّت فرنسا دمشق بعد معركة ميسلون، وأصدر هنري غورو مراسيم تقسيم سوريا إلى ثمانية كيانات بين 1920 - 1921 ودعاها «دول الشرق»؛ كان غورو كما عدد من الأوساط الثقافية لاسيّما في لبنان لا تدعم أي شكل من الوحدة، لا يزال لهذا التيار أنصاره ومنهم بولس النعمان الذي وجد أنه لا يمكن اعتبار الشعب واحدا «لتباين المكونات الثقافية والعرقية للمنطقة، بما يناقض وحدته بشكل صارخ»، ويفضل أنصار هذا التوجه الإشارة إلى «البلدان السورية».

### الهوية والدولة الحديثة

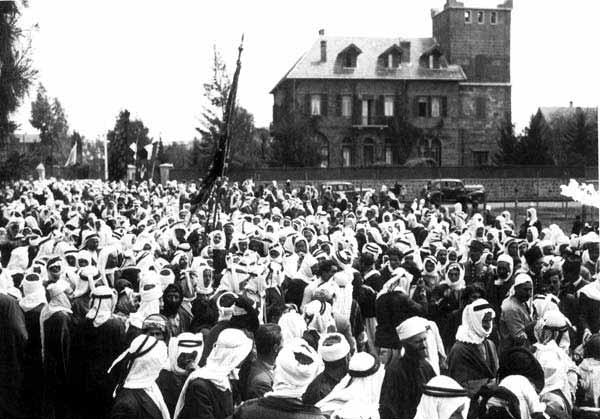
مواطنون في السويداء يستعدون للانضمام لسلطان باشا الأطرش في الثورة السورية الكبرى، التي جعلت «وحدة البلاد» هدفها الأول.

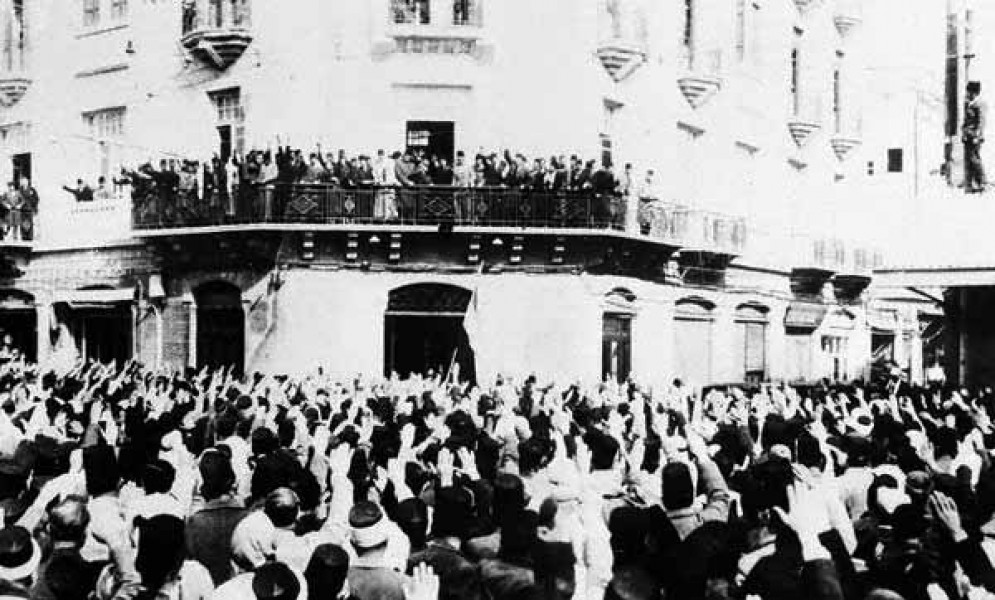
الإضراب الستيني لعام 1936، والذي أدى إلى توحيد البلاد بالشكل المعروفة عليه اليوم.

صدرت مراسيم تقسيم سوريا إلى ثمانية كيانات، غير أنها لعبت دورًا في تثبيت الهوية السورية بدلاً من طمسها. وقد كتب المفوض الفرنسي اللاحق الجنرال كاترو: «تفكيك البلاد كان له رد فعل عكسي، إن غورو قد أخطأ في الأمر، وأمام الحصاد المر لهذه التجربة، أردت إعادة توحيد البلاد المفككة»، في حين أن المؤرخ ميشيل كريستيان دافت قال: «حاولوا [الفرنسيون] بكافة الوسائل مقاومة كل تطور للشعور الوطني الوحدوي»، وحسب شهادة المؤرخ يوسف الحكيم، فإن العمل الوطني لم يتوقف رغم التفكيك: «لم تقف خيبة أمل السوريين عند حد احتلال البلاد في نهاية الحرب العالمية الأولى، بل ازدادت بإعلان المفوض الفرنسي تقسيم ما بقي من سوريا إلى دويلات أو مقاطعات مستقلة»؛ ويشير: «بعد أن غدا الانتداب والتقسيم أمرًا واقعًا، وبعد إتاحة حرية الصحافة والتجمّع، أخذ «الوطنيون» من أعضاء الجمعيات والأحزاب يطالبون بالوحدة السورية في الصحف والخطب والمجتمعات». إعلان 28 يونيو 1922 عن المفوض الفرنسي اعتمد أخيرًا ذكر «الدول السورية» وقد أطلق عليه اسم إعلان «جمع الشمل» وكونه خطوة أولى نحو الوحدة والاستقلال. غير أن الحدث الأبرز على صعيد الوحدة والهوية كان الثورة السورية الكبرى، التي امتدت من السويداء «المستقلة» جنوبًا لتشمل معظم مناطق البلاد. النداء إلى الثورة وجهه آخر أغسطس 1925 سلطان باشا الأطرش، بعد أن اختاره الوطنيون زعيمًا للثورة السورية الكبرى، وكانت «وحدة البلاد» أولى نقاطها، في حين دعت النقطة الثانية لاجراء انتخابات جمعية تأسيسية تصوغ دستور للبلاد «يعتمد مبدأ سيادة الأمة»، ومما وجهه سلطان باشا في النداء الذي يعد أول خطاب موجه للشعب استخدم فيه الدلالة «للشعب السوري» بعد الانتداب:
| سوريون | أيها السوريون، لقد أثبتت التجارب أن الحقّ يؤخد ولا يعطى. فلنأخذ حقنا بحد السيوف، ولنطلب الموت توهب لنا الحياة. | سوريون |

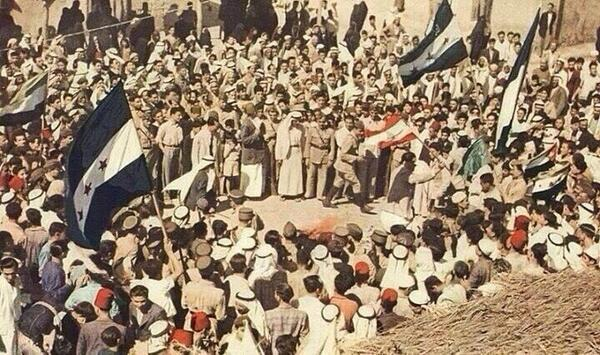
احتفالات أهالي مدينة دير الزور بإنهاء الإنتداب الفرنسي على سوريا.

استطاعت فرنسا قمع الثورة عام 1927، غير أن أهدافها باجراء انتخابات تأسيسية في «الدولة السورية» التي استحدثت عام 1925 وكانت تشمل دمشق وحلب ولواء الجزيرة فحسب، قد تحقق بوضع دستور 1930، والذي نصّ في مادته الثانية بأنّ «لا عبرة لأي تقسيم، طرأ على البلاد السورية بعد الحرب العالمية». وفي عام 1928 اتحد لواء إسكندرون بالدولة خلال رئاسة أحمد نامي، وفي عام 1936 كان الإضراب الستيني السبب الرئيسي في عودة اللاذقية والسويداء، وبالتالي تثبيت الهوية السورية بشكلها المعاصر عام 1936، ضمن ما عرف باسم الجمهورية السورية الأولى.
بعد الجلاء، وهزيمة 1948، ظهرت خلال الخمسينات دعوات نحو الوحدة مع العراق «للعلاقات التاريخية والاقتصادية» يدعمها مشروع سوريا الكبرى ووحدة التاج الهاشمي. أفشل الجيش هذه المحاولات، وصرّح قائد الجيش أديب الشيشكلي بأنه «لا يمكن أن نسمح أبدًا لأي قوى سياسية، أن تعمل على استيلاء بغداد على دمشق. دمشق هي عاصمتنا». الحلف المقابل، والتصاعد، كان القومية العربية ممثلة بالنهج الناصري تحديدًا، خلال الخمسينات، والتي استعملت مصطلحات من طراز «الشعب العربي في سوريا» بدلاً من «الشعب السوري» في أدبياتها. تمكّن هذا التيار المتصاعد، من تحقيق الوحدة مع مصر بقيادة جمال عبد الناصر عام 1958 تحت اسم «الجمهورية العربية المتحدة». «الوحدة» لم تكن بناءً على توافق شعبي سوري، ونظر إليها بكونها «صفقة قام بها جناح القوتلي في الحزب الوطني، والبعث وحزب التعاون برئاسة رئيس الوزراء صبري العسلي» بل أسماها البعض «انقلاب». لم تؤد الوحدة لطمس معالم الهوية السورية، بل ساهمت بترسيخها، فظهرت مصطلحات مثل «تهميش السوريين»، و«الانتداب المصري على سوريا» ولقّب المشير عبد الحكيم عامر «بالمفوض السامي المصري» استذكارًا لما كان يتم أيام الانتداب الفرنسي. كذلك الأمر، لم يكفّ عن تسمية سوريا بسوريا، رغم أن التسمية المعتمدة رسميًا هي «الإقليم الشمالي». جرت عدة محاولات انقلابية في سوريا، قبل أن ينجح الجيش في 28 سبتمبر 1961 من فك الارتباط بمصر؛ غير أن اسم البلاد الرسمي أضيف إليه كلمة «العربية» بحيث بات الجمهورية العربية السورية.

## التركيبة السكانية

### التوزع السكاني

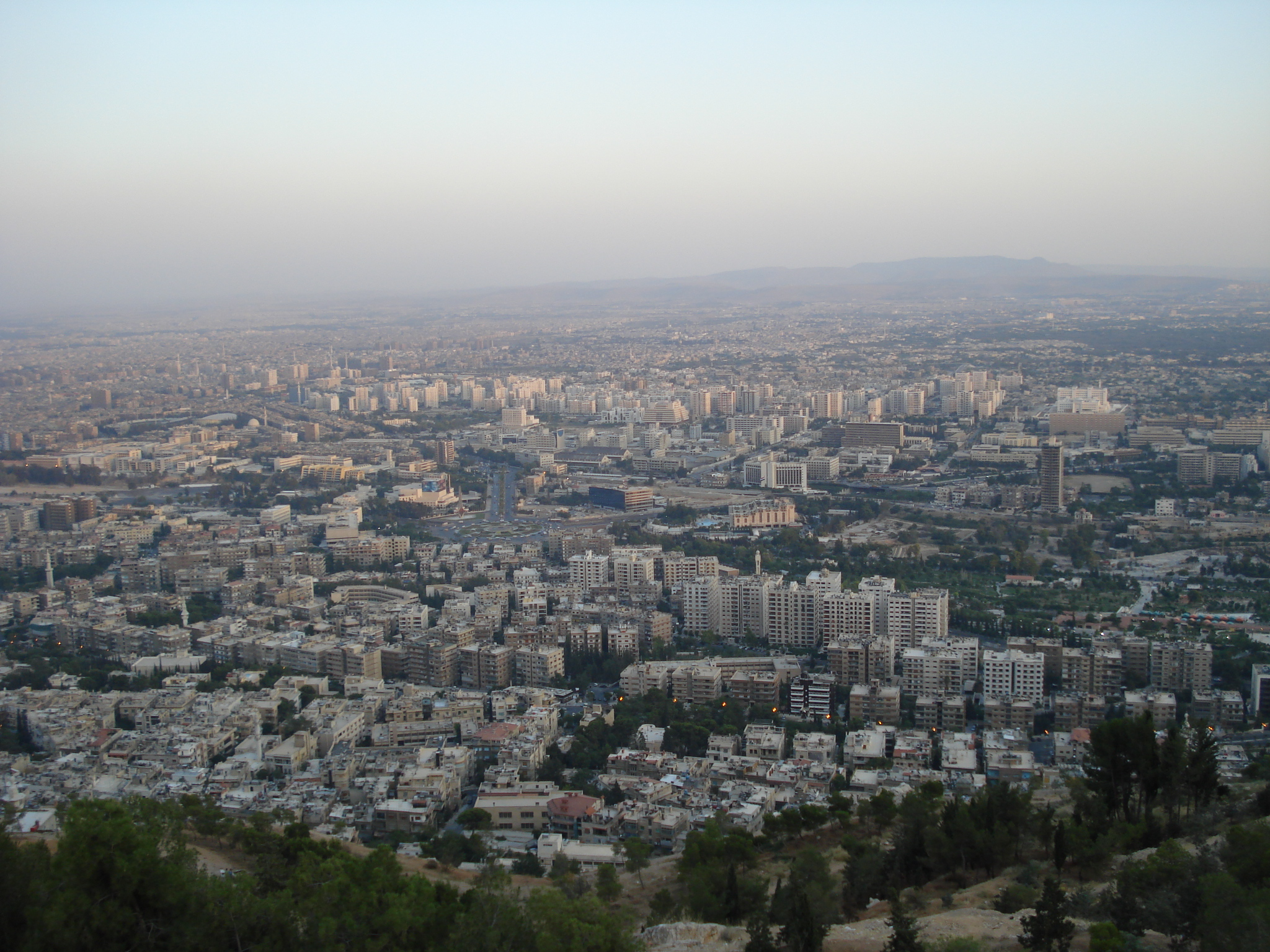
دمشق كما تبدو من سفح جبل قاسيون.

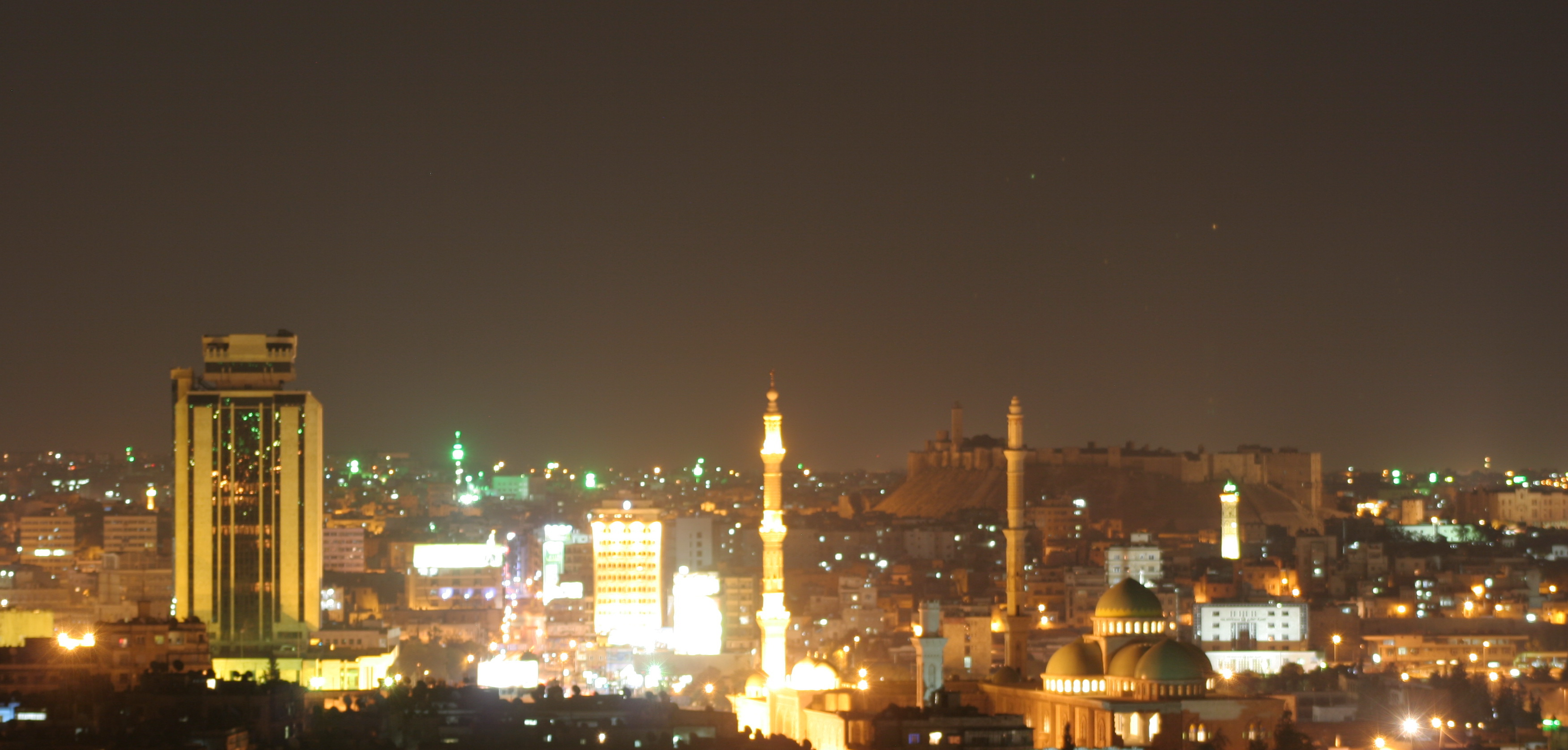
جانب من حلب في الليل - تظهر القلعة في الخلفية.

استقرار السوريين الحضري يعود للألف الثامن قبل الميلاد، في تل مربيط على الفرات، وستمرخو شرق اللاذقية، ومناطق في ريف دمشق. مجموعة من أقدم المستوطنات البشرية خارج أفريقيا وجدت في سوريا ومحيطها. ظلّ التنقل القبلي في بادية الشام وبعض مناطق الجزيرة موجودًا، وقوامه الأساسي القبائل العربية التي وجدت فيها من قبل الإسلام، وتوطن بعضها في العهد الأموي في سهل الغاب وريف دمشق، في حين أن توطن غالبيتها لن يتم قبل القرن الثامن عشر والقرن التاسع عشر بجهود الدولة العثمانية، وإن نشوء أو ازدهار مدن مثل دير الزور، والبوكمال، ومنبج، يعود بشكل أساسي لتوطين البدو في تلك المرحلة؛ والذي تتابع في القرن العشرين لاسيّما بعد تأسيس سد الفرات. لا تزال أعداد قليلة من البدو تعيش في حالة متنقلة ضمن الخيام، الوجود العشائري المستقر هو الغالب في الشرق والجنوب، بحيث تحافظ العشائر على عادتها وزعاماتها التقليدية، في إطار من البنية الريفية - الحضرية.
الريف السوري واسع النطاق، ويشكل نحو 46% من السكان، وعمله الأساسي في الزراعة كما في السياحة لبعض المناطق الريفية. بنتيجة تضخم الريف وتحديثه، فقد تحولت بعض المناطق التي نسبت تاريخيًا إلى الريف إلى مدن صغيرة ومخدّمة بشكل جيد، مثل دوما ومصياف. في حين حافظت مناطق ريفية أخرى على طابعها القروي - الزراعي، مثل محافظة ادلب التي هي في الأساس محافظة زراعية، وكذلك معظم ريف حلب. القيم التقليدية، وتدني مستوى التعليم، والأسر الكثيرة العدد المترابطة الوشائج، هي أبرز سمات الريف الزراعي السوري. أغلب الفلاحين تملكوا أراضيهم في أعقاب تأميم أراضي الإقطاع، وبحسب التقديرات الحكومية، فإن تنمية الريف السوري ماديًا يعد «حاجة ملحة».
أما المدن، ويشكل عدد سكانها نحو 53% من السكان، فقد تضخمت نتيجة الهجرة من الريف منذ منتصف القرن العشرين، حتى تضاعف عدد سكان بعضها مثل اللاذقية وحمص خلال عقود قليلة، وظهرت الضواحي السكانية المرتبطة بقلب المدينة جبنًا إلى جنب مع الأحياء العشوائية وغير المخدمة التي تقطنها العائلات الأقل دخلاً. في بعض المدن مثل دمشق، تمت عملية هجرة عكسية من المدينة نحو ضواحيها والمدن الأخرى، نتيجة غلاء المعيشة في المدينة. تعتبر المدن السورية، معقل الطبقة الوسطى والأكثر تعليمًا، ومركز الأعمال التجارية والصناعية، وتلحق بأغلبها مدن أو مناطق صناعية. بعض التجمعات الحضرية الكبيرة، تحمل سمات الريف أكثر من سمات المدينة مثل درعا وحماة.
الكثافة السكانية ترتفع في سهل الغاب وجبل الزاوية والساحل وكذلك في غوطة دمشق، وتنخفض في الشرق وتختفي تمامًا في الجنوب الشرقي عند بادية الشام؛ أما أكبر التجمعات السكانية هي حلب ثم دمشق فحمص واللاذقية؛ علمًا أنه في دمشق وريفها وحلب يقيم نحو 44% من السوريين.

### عدد السكان

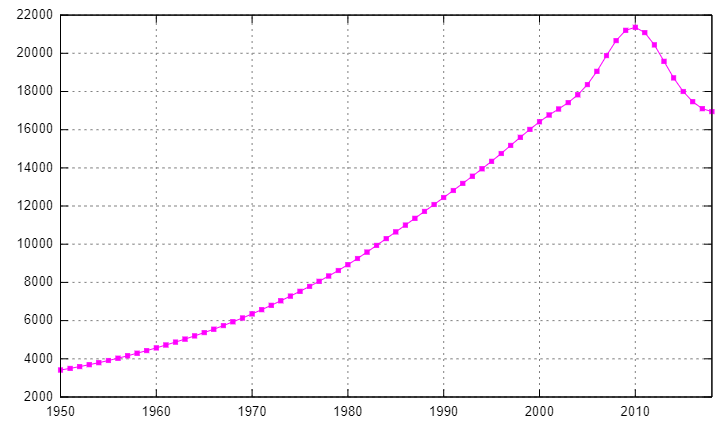
النمو السكاني في سوريا، تضاعف عدد السكان أربع مرات خلال الفترة من عام 1960 حتى 2004.

تعتبر سوريا من البلدان النامية والفتية، 40% من الشعب السوري هم أطفال، ومتوسط إنجاب المرأة السورية الواحدة 4 أطفال ويرتفع في المحافظات الشرقية عن هذا المعدل المتوسط إلى 7، ما يظهر محدودية نجاح المنظمات السورية لتحديد النسل. يبلغ عدد سكان سوريا بموجب توقعات 2012 22.5 مليون نسمة، بنسبة نمو 1.9% سنويًا أي حوالي 0.5 مليون نسمة سنويًا، ما يخلق ضغطًا على سوق العمل، وانخفاضًا في معدل الأجور، واتساعًا في الهجرة إلى الخارج، لاسيّما الطبقة الوسطة المتعلمة.
تاريخ النمو السكاني في سوريا متقلب، فإن عدد السكان في سوريا الكبرى عشية قيام الدولة الأموية كان 3.5 مليون نسمة، غير أنه انخفض إلى مليون عشية سيطرة الدولة العثمانية بنتيجة إهمال مماليك لمعظم البلاد فضلاً عن الحروب المغولية. عدد السكان عند نهاية الحرب العالمية الأولى، كان نحوًا من 3.5 مليون نسمة، رغم المجاعة التي ضربت البلاد بداية القرن والهجرة الكثيفة إلى الخارج. ارتفع العدد إلى 4 ملايين بالغ سوري عام 1957 بموجب إحصاء رسمي، ومن الممكن ملاحظة النمو السكاني اللاحق، إذ تضاعف عدد السوريين أربع مرات بين 1960 و2004.

### الأعراق
لا تعتبر سوريا بلدًا موحدًا عرقيًا أو قوميًا، موقع البلاد ونشاطها التجاري وغناها، جعلها منطقة اجتذاب للهجرات منذ القدم. الشعب السوري في الأساس هو من العرق السامي، أقدم أشكال الهجرة هي هجرة القبائل العربية من شبه الجزيرة العربية مما قبل الإسلام، غير أن تثبيت الهوية العربية باستعراب غالبية البلاد، لم يتم قبل عصر الدولة العباسية نحو القرن العاشر. استقرار القبائل الكردية في حلب والجزيرة يعود أيضًا لمرحلة ضعف الدولة العباسية في القرن الحادي عشر وما تلاه؛ وكان للحروب الأهلية بين الأمراء، لاسيّما السلاجقة دورًا في استيراد قبائل تركمانية لمساندتهم في الحروب الداخلية.
حديثًا، فإن الشركس الذين هجرو من القوقاز بعد الحرب الروسية الشركسية، أوجدت الدولة العثمانية لهم مجتمعات صغيرة في البلاد. غالب الدروز في محافظة السويداء أو الجولان، هم ذوي أصول عربية من شبه الجزيرة من قبيلة تنوخ، استقروا في الجبل منذ القرن الثامن عشر وافدين من لبنان والجليل. الأرمن بدورهم، رّحلوا قسرًا من بلادهم إلى حلب ودير الزور على وجه الخصوص خلال فترة المذابح، ويوجد تجمعات أرمنية في غالب المدن السورية الكبرى؛ في المرحلة ذاتها استقرّ في الجزيرة آشوريون وافدين من شمال العراق بنتيجة المذابح أيضًا.
عرب لواء إسكندرون الذي رفضوا ضم اللواء إلى تركيا، هاجرت أعداد كبيرة منهم مع أسرهم نحو اللاذقية وحمص ودمشق؛ كما يلاحظ في المدن الكبرى، لاسيّما دمشق وحلب، وجود ذوي أصول بلقانية أو ألبانية كانوا قوام الفرق العسكرية العثمانية التي أوكلت حفظ الأمن في البلاد، ثم استقرّت فيها واندمجت في نسيجها إجمالاً. ورغم هذا التنوع الثقافي، فإن غالبية السوريين يمكن تصنيفهم في خانة العرب أو المستعربين بنسبة 86%، في حين تبلغ نسبة الأكراد نحو 9%، والأقليات القومية الأخرى كالأرمنية والآشورية والشركسيّة 4%؛ حسب رأي عدد من المؤرخين أمثال توري غوردون، فهذا التنوّع أثر سلبًا على وحدة البلاد وهويتها، لاسيّما مع التفرّد المناطقي:
على صعيد الموقف الشخصي والعائلي، فإن غالبية السوريين، تعرّف عن ذاتها أولاً بانتمائها الديني أو الطائفي أو المناطقي، وفي المرتبة الثانية تعرّف عن نفسها «كمواطنين سوريين».

### الدراسات الجينية
تفيد أغلب النظريات بنشوء مورثة هاپلوغروپ J1 في بلاد الشام، غير أن إحدى الدراسات الحديثة من عام 2010 تفيد بأنها نشأت في منطقة أكثر بعدًا إلى الشمال، انتقل أهلها تدريجيًا إلى شبه الجزيرة العربية والهلال الخصيب. تنتشر هذه المورثة في سوريا حسب الدراسات الجينية بما يقارب 33.6% من السكان، ترتفع في نسب مأخوذة من إسماعيلي دمشق إلى 59%، وفي حماه إلى 47%، وتنخفض في جبال العلويين إلى 26%، كما أنها في السويداء بنحو 15% فقط، وبين ناطقي الآرامية في معلولا 6.8% فحسب. تعتبر هذه المورثة إحدى المورثات المنتشرة بكثرة بين العرب، وترتفع في شبه الجزيرة العربية، وبين العرب البدو، ولذلك يمكن اعتبارها «مورثة عربية».
من المورثات الأخرى ذات الانتشار، هي المورثة آر 1. بي. والمتواجدة في سوريا بنسبة 15%، وغالبية حاميلها يتركزون حاليًا في في أوروبا الغربية غير أن منشأها هو في آسيا الغربية أي في المنطقة التي تقع فيها البلاد؛ المورثة الثالثة هي إي.1.بي1.بي الأفريقية المنشأ، توجد أيضًا في سوريا بنسبة 10% بين السكان، وترتفع بين الدروز إلى 15%.

## التنظيم القانوني

### البنية السياسية

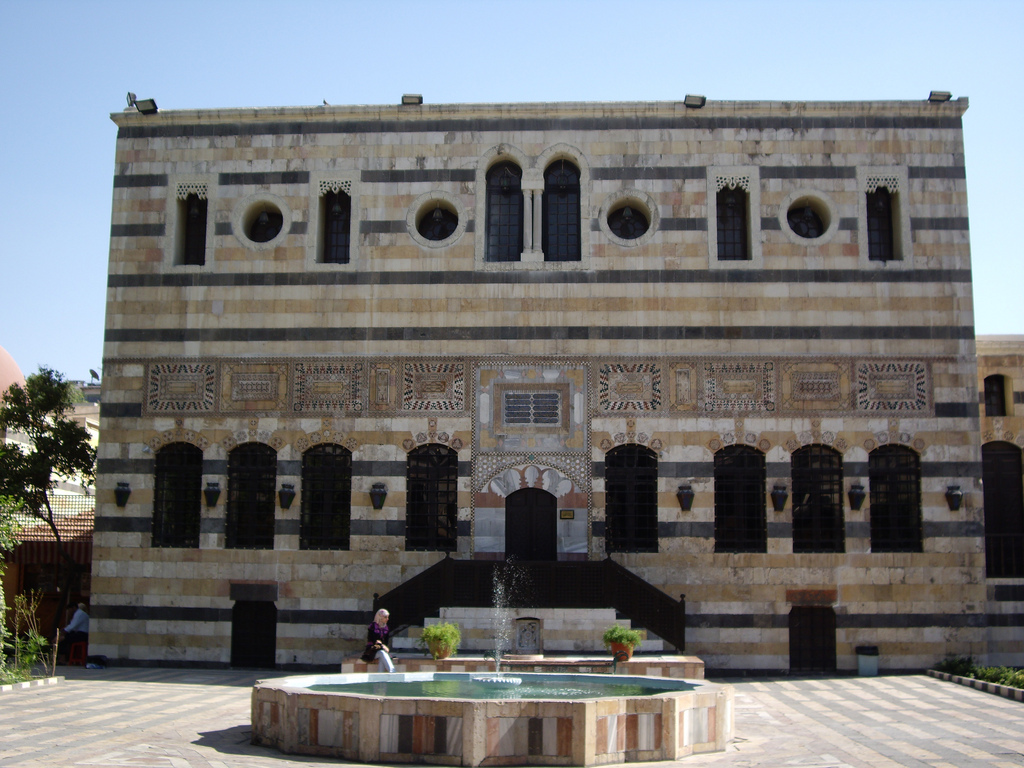
قصر العظم المشيّد عام 1749 واعتبره فيليب حتي «أروع أثر عربي في القرن الثامن عشر»، وكان في السابق مقر حاكم دمشق.

التنظيم السياسي للسوريين قديم للغاية، على سبيل المثال فإن من أقدم جمهوريات العالم إيبلا، حيث كان الملك ينتخب لعشر سنوات غير قابلة للتجديد. حين كانت البلاد جزءًا من الإمبراطوريات الكبيرة المتعاقبة «لم تحكم ذاتها بذاتها»، وأغلب الولاة أو الموظفين الإدرايين وحتى العسكريين، كانوا من غير أبنائها. منذ القرون الوسطى، وحتى القرن العشرين، كانت العشائر تنظم ذاتها بأعراف وتقاليد محلية، وقد لحظ النظام القانوني في الجمهورية الأولى استقلال العشائر في القضاء والأحوال الشخصية، وفق عاداتها. أما في الريف، فإن سلطة الإقطاع المحلي كانت السلطة العليا، وفي المدن، كان لكل حيّ وجهاءه الذين يسيرون أموره الداخلية، ويشكلون صلة الوصل بين السلطة المحلية والسكّان.
أول إصلاح في البنية السياسية، كان بعد دخول إبراهيم باشا إلى سوريا، إذ أصلح النظام الضريبي، وساوى بين المواطنين، وعيّن للمرة الأولى مجالس بلدية منتخبة من سكان البلاد لإدارتها. حافظ العثمانيون جزئيًا على إصلاحات إبراهيم باشا، وتكاثرت في النصف الثاني من القرن التاسع عشر الجمعيات الأدبية والسياسية المطالبة بالإصلاح الجذري في الدولة، ومع نهاية الحرب العالمية الأولى استقلت سوريا عن الحكم العثماني، غير أنها خضعت للانتداب الفرنسي بعد حكم وطني قصير.

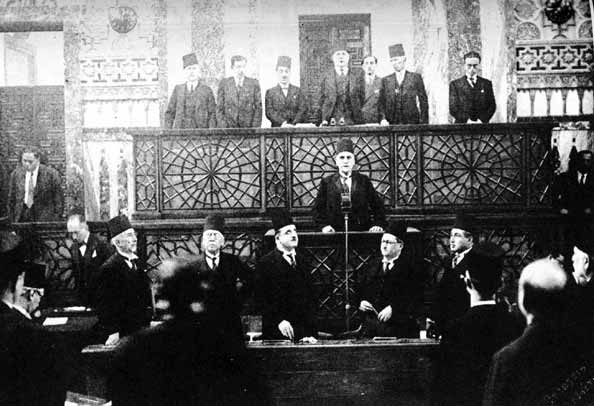
حفل تولي هاشم الأتاسي الرئاسة في مبنى المجلس النيابي، 21 ديسمبر 1936، ويظهر في الصورة ملقيًا خطابه الأول.

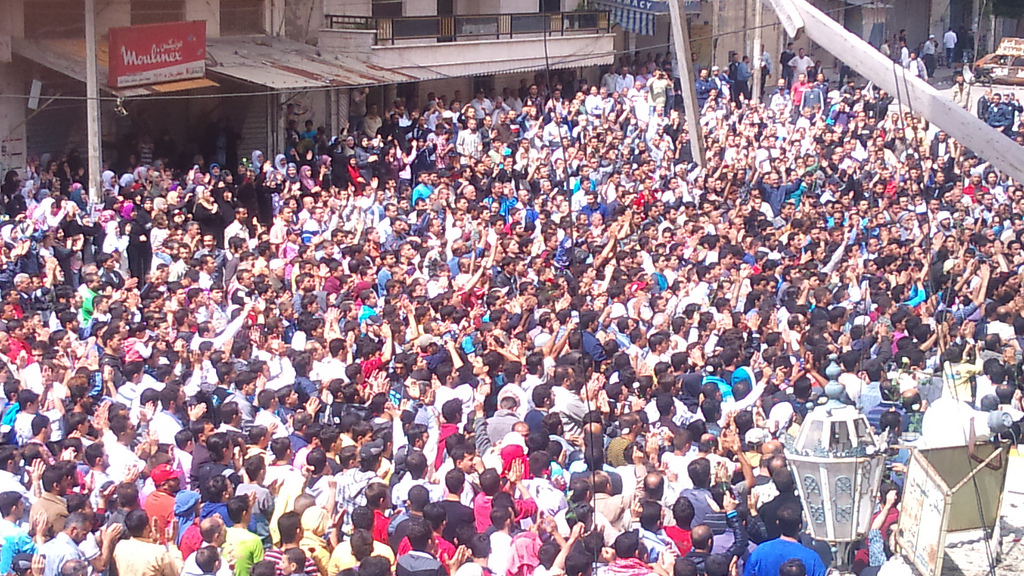
مظاهرة في مدينة بانياس الساحلية في 6 مايو 2011، ضمن أحداث سوريا.

أدت الثورة السورية الكبرى عام 1925، والتطورات اللاحقة لها كالإضراب الستيني، لميلاد دستور 1930، وإعلان الجمهورية البرلمانية عام 1932 ثم وحدة البلاد السورية عام 1936، وكان محمد علي العابد، أول من تمتع بلقب «رئيس للجمهورية». تعاقب خلال الجمهورية الأولى، تسعة رؤساء، وكان حزب الشعب والحزب الوطني الأكثر جماهيرية، كما بزغ اليسار بعد انتخابات 1954 بزعامة حزب البعث العربي الاشتراكي الذي حقق المركز الثاني. غير أن علاقة الإقطاع بالسياسة، وكثرة المستقلين، وضعف الائتلافات الحاكمة، دفع لجعل الحكومات قصيرة الأمد إجمالاً، ما شكل الجانب السلبي للجمهورية الأولى، إلى جانب تدخل الجيش في الحكم خلال الانقلابات العسكرية بين 1949 - 1954.
قام انقلاب البعث في 8 مارس 1963 ليؤسس الجمهورية الثانية، وبعد سلسلة انقلابات داخلية انتهت بما عرف باسم الحركة التصحيحية، وصل حافظ الأسد إلى السلطة. نصّ دستور 1973 على نظام الحزب الواحد، وألغيت التعددية السياسية والاقتصادية، وسيطر حزب البعث ومواليه على جميع المناصب الحكومية وغير الحكومية كالنقابات مثلاً، أما الانتخابات فكانت استفتاءات أدامت آل الأسد في السلطة 43 عامًا، بنظام رئاسي مطلق الصلاحيات، ويظل استمرار العمل بقانون الطوارئ السوري منذ 1963 وحتى 2011.
حصلت عدة انتفاضات ضد الوضع، مثل أحداث الثمانينات وأحداث القامشلي عام 2004، وبعض المحاولات الإصلاحية مثل ربيع دمشق عام 2001؛ غير أن الأحداث المندلعة منذ 2011، والمستمرة إلى الآن، والتي تعتبر جزء من الربيع العربي، ستؤسس للجمهورية الثالثة، ومعها دستور ونظام حكم جديدين. حاليًا ينصّ الدستور على التعددية الحزبية والاقتصادية، مجلس الشعب ينتخب كل أربع سنوات ويمثل السلطة التشريعية، هناك عدد كبير من الأحزاب والحركات السياسية الصغيرة، والمنضوي بعضها في اتحادات مثل المجلس الوطني السوري. النظام رئاسي، يتمتع بموجبه رئيس البلاد بصلاحيات واسعة، كما يعد نظام وحدوي، للحكومة المركزية مطلق الصلاحيات.

### قانون الجنسية
صدر قانون الجنسية الحالي عام 1969، القانون السابق صدر عام 1961 في أعقاب الانفصال عن مصر. بموجب القانون، فإنه يعد سوري بالدم، كل من ولد من أب سوري، ولا يحق للأم السورية أن تمنح جنسيتها لأولادها رغم الاعتراضات التي تثيرها هذه المادة. ينصّ القانون على عدم جواز تنازل السوري عن جنسيته السورية حتى لو طوعًا إلا في حال تجنسه بجنسية أخرى دون موافقة الدولة، كما ينصّ على إمكانية المتحدرين في أصل سوري «استعادة» جنسيتهم إن هم شاؤوا ذلك، وفي المقابل لا يلحظ القانون حق المغتربين بالتصويت في الانتخابات. ينظم القانون أيضًا أحوال الجنسية السورية بالاكتساب لا بالدم، ومن بين الشروط الإقامة المتواصلة في البلاد لمدة خمس سنوات، أو سنتين في حال زواج المرأة من سوري. تمنح الحكومة أيضًا جنسية فلسطيني - سوري، للفلسطينيين اللاجئين في سوريا، ويتمتعون بأغلب حقوق المواطن السوري الأصيل.

### قوانين الأحوال الشخصية
لا يخضع جميع السوريين لقانون موحد للأحوال الشخصية، بل لمجموعة قوانين حسب الانتماء المذهبي، فبموجب الدستور السوري، فإن قانون الأحوال الشخصية يتبع الأحكام الدينية الخاصة بكل طائفة. أقدم شكل للأحوال الشخصية في العصور الحديثة، لم تكن تعتمد على وثيقة مكتوبة، بل إنّ رجال دين كل طائفة يحكمون بأحكام الزواج والطلاق والميراث وسواها. أقدم تنظيم مكتوب يعود لعهد السلطان عبد العزيز الأول المعروف باسم «مجلة الأحكام العدلية» الصادر عام 1864 والمشتقة من الفقه الحنفي، والمقتصر تطبيقها على السُنّة، واعتبرت «ثورة في زمانها» رغم معارضة الأئمة المحافظين عليها. سوى تقنين أحكام الشريعة في وثيقة واحدة ملزمة، فإن القانون قد نصّ للمرة الأولى على إنشاء محاكم مختلطة في حال كون المتخاصمين من مذهبين مختلفين، وقبول شهادات غير المسلمين في هذه المحاكم، كما اختصر نطاق المحاكم الشرعية بحيث سلخ عنها الفرع التجاري، ثم الفرع الجنائي. حاول الانتداب الفرنسي تطبيق نظام موحد للأحوال الشخصية مستمد من القانون الطبيعي، لكنه فشل بنتيجة احتجاجات عام 1939، فاقتصر تطبيقه على غير المسلمين، ثم ألغي من أساسه. التعديل الأساسي الذي تمّ خلال مرحلة ما بعد العثمانيين، تمثل بقيام قضاة مدنيين بإدارة السلك القضائي بدلاً عن رجال الدين، الذين اقتصر دورهم على الناحية الدينية.
خلال عهد الجمهورية الأولى صدر قانون خاص بأحوال الطائفة الدرزية عام 1948، ثم قام حسني الزعيم بتمرير قانون للأحوال الشخصية عام 1949 مستمد من القانونين المصري والفرنسي، واعتمد الفقه الحنفي أيضًا، وشمل تطبيقه جميع السوريين عدا الدروز، وخصص فيه فصل لأحكام الزواج عند المسيحيين واليهود فحسب، أما في باقي الأحكام فالمعمول به هو الفقه الحنفي ذاته. بعد استلام بشار الأسد للسلطة فصل المسيحيون تباعًا عن قانون الأحوال الشخصية لعام 1949، فصدر قانون للكنيسة الأرثوذكسية ثم قانون للكنيسة الكاثوليكية عام 2006؛ أما تحديث قانون الأحوال الشخصية لعام 1949 بالنسبة للمسلمين، فكان أشبه بتعديلات طفيفة، دبجّت وصدرت بقانون جديد عرف أنه قانون العام 2010، والذي وجهت إليه انتقادات كثيرة خصوصًا حقوق المرأة وحقوق الطفل، وضعف تحديث الشرع والاجتهاد، وأنه «يفيض ذكورية».

## الشتات السوري

قصر السكاكيني في القاهرة، والمملوك أساسًا لعائلة السكاكيني التي هاجرت أواسط القرن التاسع عشر من دمشق إلى مصر، ويعد الآن من آثار القاهرة.

المغترب أو المهجر السوري قديم العهد، يعود للقرن التاسع عشر تزامنًا مع انطلاقه في لبنان. قام الباحث محمد باروت بإعداد دراسة حول المغتربين السوريين، وقسّم مراحل الهجرة من سوريا إلى ثلاث مراحل، المرحلة الأولى هي الحقبة العثمانية بين 1880 - 1922 وهاجر فيها ربع السكان نحو أمريكا الشمالية وأمريكا الجنوبية على وجه الخصوص، هذه الموجة الكبيرة من الهجرة سببها الإقطاع المحلي والمجاعة التي ضربت البلاد خلال الحرب العالمية الأولى وضعف الاقتصاد فضلاً عن عوامل سياسية وثقافية أخرى حسب رأي باروت؛ ولم تتراجع بشكل كبير حتى اختفت إلا بحلول العام 1922 مع استقرار الانتداب الفرنسي في البلاد. الموجة الثانية من الهجرة بدأت في السبعينات والثمانينات، وكان أحداث الثمانينات دور في تسريع الهجرة نحو الخارج لاسيّما بعد صدور قانون يعاقب المنتمي للإخوان المسلمين بالإعدام؛ واستمرت في التسعينات، فبعد اكتشاف النفط في الخليج العربي، وأمام ضعف الاقتصاد السوري، شكل نمو الاقتصاد الخليجي جاذبًا للعمال السوريين لاسيّما الجامعيين؛ في المرحلة ذاتها انتهت الحرب الأهلية اللبنانية وبدأت مشاريع إعمار لبنان، فاتجهت العمالة الرخيصة وغير المتعلمة إلى لبنان واستقرت فيه، ومجمل النسبة هي هجرة سوري من بين مائة سوري، وهكذا فإن الموجة الثانية من الهجرة حسب باروت، كانت «قريبة» جغرافيًا، نحو الخليج للجامعيين ولبنان للعمالة الفقيرة. الموجة الثالثة من الهجرة، بدأت حسب رأي باروت في القرن الحادي والعشرين، وانخفضت بها نسبة الهجرة لتغدو سوري من بين كل 300 سوري تقريبًا يقوم بالهجرة. خلال الحرب الأهلية السورية، نزح قسراً أو طوعاً بنتيجة المعارك والاشتباكات المسلحة، حوالي خمسة ملايين سوري إلى البلدان المجاورة لاسيّما تركيا (3.6 مليون) ولبنان (929 ألف) والأردن (620 ألف)، بالإضافة إلى الدول الأوروبية خصوصاً ألمانيا (770 ألف).
الانتشار السوري، لاسيّما في موجته الأولى، يقدر عدده بنحو 10 ملايين حسب بعض الدراسات، و12 - 15 مليون حسب دراسات أخرى صدرت عن وزارة المغتربين؛ هذا الاغتراب فقد معظم صلاته بسوريا، غير أنه يرتبط بها جزئيًا على الأقل من ناحية الأصول. الموجتين الثانية والثالثة من الهجرة، وبحكم كونها قريبة زمنيًا وجغرافيًا فلا تزال العلاقات بين المغتربين والوطن فيها قويّة، وتعتبر تحويلاتها المالية التي قدرت عام 2008 بحوالي ملياري دولار، جزءًا هامًا من القطع الأجنبي في سوريا، وحصتها في موازنة الدولة العامة حينها بلغت 17% تقريبًا.

## الثقافة

### اللغة
تعتبر اللغة العربية لغة البلاد الرسمية بموجب الدستور، ويترتب على ذلك كونها اللغة الوحيدة في المعاملات الرسمية والوثائق الحكومية فضلاً عن إجبارية تعلمها في المدارس الحكومية والخاصة على حد سواء. إلى جانب العربية تنتشر اللغات الكردية خصوصًا في حلب والحسكة، واللغة الأرمنية في حلب وكسب واللغة الشركسية كلغة منطوقة بين أفراد هذه القوميات داخل البلاد، كما تستعمل اللغة السريانية خصوصًا في مناطق الجزيرة السورية، إلى جانب لهجة ثالثة أقرب إلى الآرامية القديمة منها إلى السريانية التي تعتبر تحديثها، ويطلق على هذه اللهجة اسم اللهجة الآرامية السريانية وتنتشر في معلولا وثلاث قرى مجاورة إلى الشمال من دمشق.
على المستوى الشعبي، فإن السوريين لا يتحدثون باللغة العربية الفصحى، إنما باللهجة السورية، ولها طريقة نطق خاصة بها إلى جانب استعمال بعض المفردات القادمة من التركية أو الفرنسية بحكم تواجدهم في سوريا لفترات طويلة، إضافة بعض المعاني المشتقة من السريانية وهي اللغة المنتشرة قبلاً في سوريا ويشمل تأثيرها حوالي نصف المفردات الخاصة باللهجات الشامية، فضلاً عن تحوير بعض المصطلحات والأفعال في العربية. اللهجات السورية مقسومة أيضًا حسب المناطق الجغرافية ويمكن تصنيفها في أربع شعب جانبية، إذ يتحدث على سبيل سكان حلب بلهجة مشددة أكثر من سائر المدن في حين أن سكان الساحل السوري والمناطق الغربية يتحدثون بلهجة هي أقرب إلى اللهجة اللبنانية، ورغم هذا التنوع فإن عموم اللهجات الشامية تعتبر قريبة من اللغة العربية الأصلية ويستطيع الناطق العادي بالعربية فهمها دون الحاجة إلى تعلمها بشكل مخصوص. يشرف مجمع اللغة العربية في دمشق على ضبط اللغة وتطويرها في البلاد، ويعد المجمع المذكور أقدم مجمع للغة العربية في العالم. كما يحدد في سوريا يوم 1 مارس سنويًا كيوم للغة العربية. تفرض دراسة اللغتين الإنجليزية والفرنسية في مدارس البلاد الرسمية والخاصة، ويشترط حديثًا إجادة إحداها على الأقل للحصول على العمل.

### الأدب
الأدب الشعبي في سوريا، كان يقوم أساسًا على الزجل والأمثال الشعبية وسير الحكواتي. الزجل هو مقاطع شعرية موزونة وملحنة باللهجة الدارجة، نسجتها واحتفظت بها الذاكرة الشعبية وتردد في الأعراس وفي المناسبات الأخرى. أما الأمثال الشعبية فهي نوع من الأدب الحكمي القصير المشتقة صوره من المجتمع والحياة اليومية. في حين أن الحكواتي هو راوي القصص في المقاهي، تروى أساسًا على عدة حلقات، وغالبًا ما يكون البطل من الشخصيات العربية الشهيرة أمثال أبو زيد الهلالي أو عنترة بن شداد، في لهجة أقرب إلى العامية منها إلى الفصحى، غير أنها تلتزم قواعد السجع وسواها. ولاتعتبر السير تاريخًا، فغالبًا ما كان الراوي يحوّر في الأحداث لتناسب ذوق المستمعين، كما كانت السير غالبًا ما تقتبس من بعضها البعض، ومن الممكن ملاحظة تضخم السيرة ذاتها بمرور الوقت. بعض الحكايات أمثال «ألف ليلة وليلة»، تروى في الأصل لمستمعين ذكور «ينشدون التسلية البذيئة، وكانت مكتوبة بشكل فج لتدغدغ مشاعر العامة غير المتعلمين».
الأدب بمفهومه الحديث، يعود للنهضة العربية في النصف الثاني من القرن التاسع عشر وأوائل القرن العشرين، حيث انتشرت مدارس البعثات الأجنبية والوطنية وتأسست الجمعيات الأدبية التي شكلت أساس نهضة شعرية - أدبية في سوريا ولبنان ومصر على وجه الخصوص، أيضًا فقد كان للمغتربين السوريين واللبنانيين في العالم الجديد دورًا بارزًا في النهضة من خلال ما عرف بأدب المهجر. حديثًا، فقد ظهر العديد من الأدباء والشعراء السوريين، الذين كتبوا باللغة العربية، وعكسوا واقع البلاد والمجتمع وحققوا نجاحًا على على الصعيد المحلي فحسب، بل على الصعيد العربي والعالمي أيضًا.

### الدين

دراويش مولويون يؤدون الرقص الصوفي.

الإسلام أكثر الأديان انتشارًا بين السوريين، وذو بصمة واضحة في ثقافة الشعب؛ ينتشر حسب الطائفة السنيّة والمذهب الحنفي أساسًا، مع وجود لمذاهب ومدارس أخرى وطرق صوفية أيضًا. يعد الفقه أحد مصادر التشريع الرئيسية حسب الدستور، ويشترط في الرئيس أن يكون مسلمًا، كذلك تموّل الدولة عددًا من مدارس الشريعة وتشرف على القطاع عن طريق وزارة الأوقاف.
الدروز ويشكلون الغالبية في محافظة السويداء، والعلويون ويشكلون الغالبية في جبال اللاذقية وطرطوس وريفي حماه وحمص الغربي - وقد انشقّ عنهم دين جديد هو المرشدية - هي من الجماعات الدينية الباطنية التي نشأت في العصر العباسي المتأخر انشقاقًا عن الشيعة، واستقرّ أتباعها تباعًا في سوريا، ويشكلون بنية اجتماعية وقانونية في مناطق غالبيتهم. أما الإسماعيليين، فهم يشكلون أكثرية السكان في القدموس ومصياف والسلمية، وكان لهم دول مستقلة خلال مراحل طويلة من التاريخ ونادرًا ما تمكن الحكم المحلي من تطويعهم. هناك أيضًا مجتمعات صغيرة من الشيعة الاثني عشرية واليزيدية في البلاد إلى جانب اليهود السوريين، الذين لهم وجود تاريخي منذ أيام السبي البابلي، وكان كنيس حلب يعد من أكبر كنس العالم في حين أن كنيس الرصافة ويرقى للقرن الثاني من أقدمها؛ إلا أن غالبية يهود سوريا هاجروا بعد قيام إسرائيل واحتجاجات 1948 التي استهدفت أماكن تجمعهم. أما المسيحية فهي منتشرة بطقسيها السرياني والبيزنطي، إلى جانب مجموعات صغيرة أخرى، وتعتبر البلاد مقر بطريرك أنطاكية التاريخي، وخرج منها الكثير من الفلسفات والنصوص الليتورجية والشهداء والقديسين فضلاً عن الملافنة.
من غير المعروف نسبة الإلحاد أو اللادينية أو نسبة الالتزام الديني بين السوريين، وعلى الرغم من أن الدستور يكفل «حرية العقيدة والرأي» إلا أن السجلات المدنية لا تلحظ هذه الحالة، بيد أنه يوجد جماعات وشخصيات وأحزاب تجاهر بذلك علنًا.

### الموسيقى والرقص

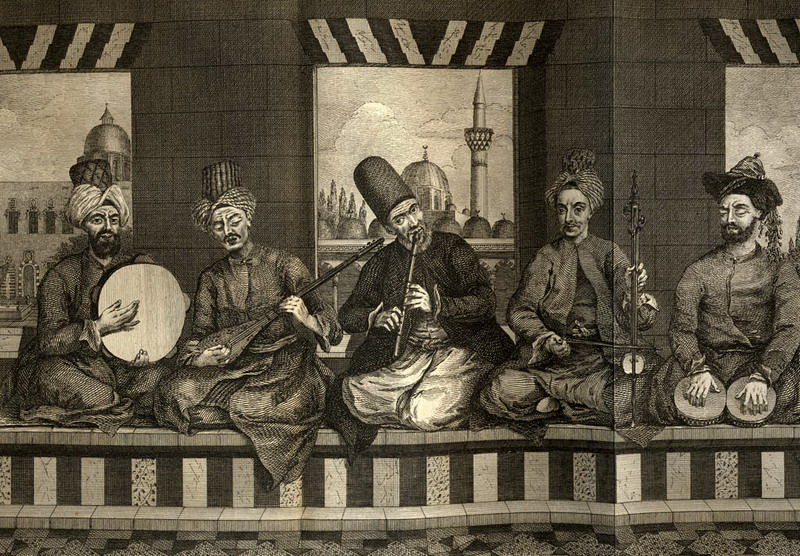
فرقة موسيقية تقليدية في حلب خلال القرن الثامن عشر.

في سوريا القديمة، من أوغاريت، وجدت أول نوطة موسيقية في العالم. الموسيقى التقليدية السورية الحديثة، هي مزيج من موسيقى شرقية مختلفة أخذت من مختلف الحضارات المتعاقبة لاسيّما السريانية والتركية، وتعتبر أدوات التخت الشرقي، هي الأدوات الرئيسية للموسيقى المحلية، والتي تعتمد أساسًا على الطرب وما يعرف «بالقدود الحلبية». بضعًا من الأغاني، يعود للذاكرة الجمعية السورية، البعض الآخر يعود لمؤلين معينين أمثال أبو خليل القباني، الذي وضع مجموعة من الأناشيد التي لا تزال تتداول إلى اليوم، وجدد بعضها خلال القرن العشرين من قبل فنانين أمثال صباح فخري.
الموسيقى التقليدية السورية تنتشر أيضًا في البلدان المجاورة، النمط البدوي من الموسيقى القائم على العزف على المزمار والربابة يتواجد أيضًا، كما أن النمط الحديث للأغاني، سواءً من فنانين محليين أو عرب أو عالميين، واسعة الانتشار لا سيّما بين الشباب. أما الرقص الشعبي فهو أساسًا الدبكة، وتختلف تفاصيل حركاتها بين المناطق، والعروض بالسيف والترس وما يعرف باسم «العراضة»، إلى جانب رقص السماح والرقص الشرقي بالنسبة للنساء، وتنتشر أيضًا لاسيّما في المدن، الأنماط الحديثة من الرقص.

### الأعياد والمناسبات
ترتبط الأعياد أساسًا بالمناسبات الدينية، تقرّ الدولة اثنين وعشرين مناسبة دينية ووطنية وتعتبرها عطلة رسمية. قبل الأعياد الكبيرة كعيد الفطر، تنشط حركة الأسواق لاسيّما بيع الملبوسات والحلوى. المناسبات الوطنية هي أساسًا عيد الجلاء الخاص بخروج جيش الانتداب الفرنسي من البلاد في 17 أبريل، وعيد الشهداء في 6 مايو. تتزامن الأعياد الوطنية، بإطلاق 21 طلقة مدفعية من جميع الثكنات والمواقع العسكري عشية العيد، إضافة إلى العروض العسكرية. تنظم الدولة أيضًا في مختلف المحافظات السورية، مهرجانات لاسيّما في الموسم السياحي، وعددًا من أسواق التسوق.
هناك بعض الأعياد ذات الطابع الخاص في مناطق بعينها دونًا عن مناطق أخرى، كما يوجد أعياد يحتفل بها على نطاق واسع جزء من الشعب دون أن تعتبر عطلة رسمية، مثل عيد النوروز لدى الأكراد، وعيد المباهلة لدى العلويين.

### الإعلام

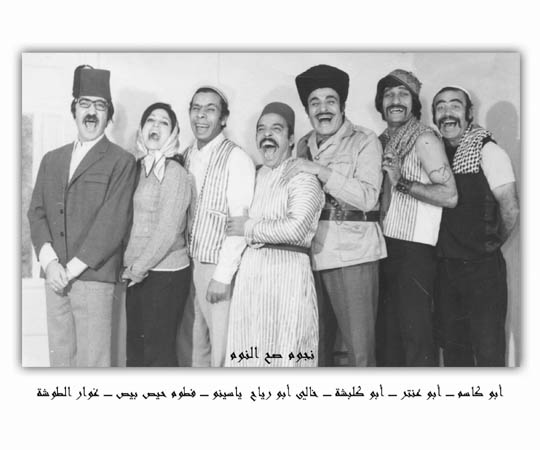
صورة تعود لعام 1969 للممثلين الرئيسيين في مسلسل صح النوم.

يقرّ الدستور السوري حرية الإعلام، ويشترط عليها أخذ الموافقة والترخيص لتقوم بالبث. تأسست الإذاعة السورية عام 1946، أما التلفزيون السوري فقد تأسس عام 1959، وهو ممول من قبل الحكومة مباشرة مع سلسلة قنوات إخبارية ودرامية منوعة. تموّل الحكومة أيضًا ثلاث صحف رسمية، فضلاً عن سلسلة من الصحف المحلية في المحافظات. توجه لوسائل الإعلام الحكومية انتقادات كثيرة، خصوصًا فيما يتعلق بتغطيتها الإخبارية.
استثمار القطاع الخاص في المجال الإعلامي حديث العهد نسبيًا، ولم يسمح به إلا في عام 2004، ومكث ضعيفًا، وساهمت أحداث 2011، بنموه بشكل مطرد. غالب القنوات الواسعة الشعبية في سوريا هي قنوات عربية وليست سورية، ويستقبل بثها عبر الأقمار المختلفة. استقبال الإنترنت في سوريا محدود، وحوالي 20% من السوريين فقط، تستعمله بشكل منتظم.

### العمارة

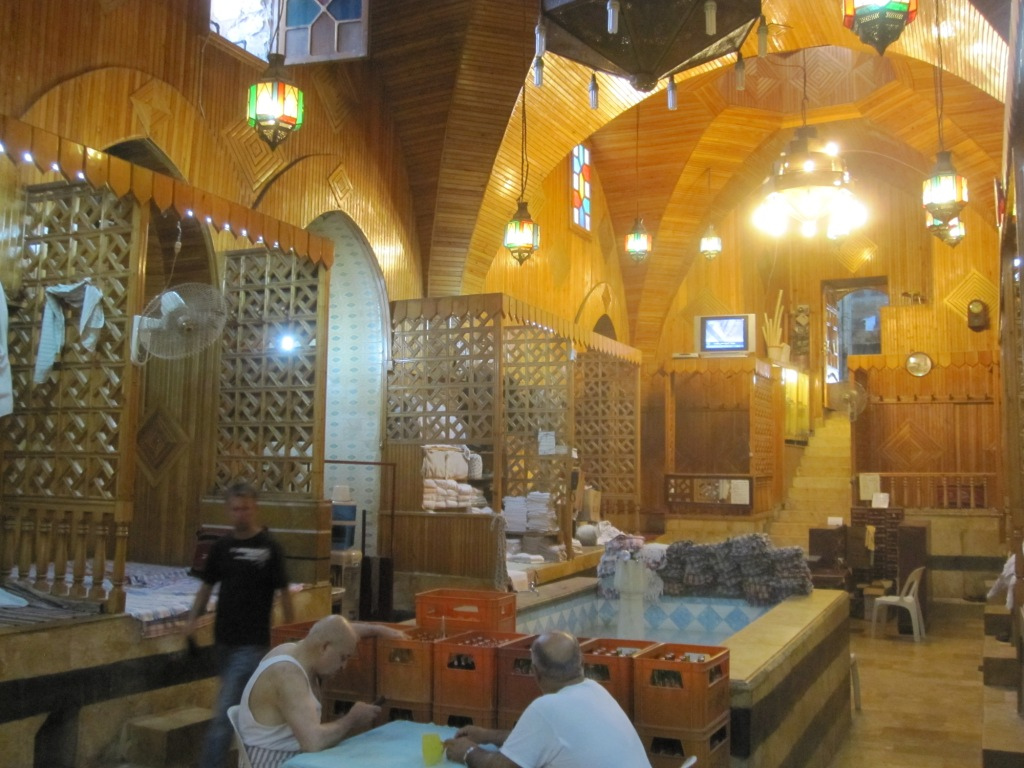
حمام النحاسين، في حلب، ويرقى للقرن الثاني عشر.

النمط البيزنطي في العمارة من بناء القصور والحصون والكنائس، كان النمط الأساسي السائد في سوريا، ولم تكن العمارة السورية متأثرة فحسب، بل كانت ذات تأثير أيضًا، «أخذت حضارات الجوار من سوريا ابتكارات المعماريين السوريين القدماء في الأقواس والقصور والقباب وروح التصوير الشرقي وفن الأيقونة ومفاهيم العمارة ذات الأصول المحلية الموغلة في القدم»، ومن أكبر تجلياته كاتدرائية القديس سمعان العمودي شمال حلب، ويقوم أساسًا على واجهة مستطيلة البناء يتفرع عنها رواقان يقسمان الفناء الداخلي للبناء إلى ثلاث أقسام، تنفتح على الإيوان والحنية، وغالبًا ما يزين الجانبان بأقواس النصر وغيرها؛ ويظهر فيه بشكل واضح نمط العقد الحجري في تدعيم الأسقف.
خلال مرحلة ازدهار الدولة الأموية والعباسية، وكذلك العثمانية، اهتمّ السوريون بشكل خاص بالزخرفة والتطعيم كالتحلية بالأصداف والفضة أو الحفر على الخشب، والاهتمام المعماري الثاني كان بالنوافير في الساحات العامة من جهة، والحمامات من جهة ثانية، فضلاً عن الخانات، وهي مقرات استقرار التجار ومستودعات لبضائعهم خلال أسفارهم؛ والأسواق المسقوفة، أما على صعيد العمارة الدينية فإنّ المئذنة المربعة غالبًا ما تدعى «المئذنة السورية». النمط المعماري لمعظم المدن السورية خلال العهد العثماني عرف باسم «البيت العربي» يتميز بالنمط باتصال البيوت ببعضها البعض من جهة الأسطح وبالأزقة الضيقة. أما ذات البناء، فيتألف من فسحة سماوية كبيرة، مع فسحة أخرى مسقوفة تدعى الإيوان، ويحوي على أطرافه غرفًا أهمها المطبخ والحرملك - مكان استقبال النساء، والزلملك مكان استقبال الرجال، وغالبًا ما يكون ذو مخرج منفصل عن مخرج البيت. أما غرف النوم فتوجد في الطابق الثاني؛ وقد امتازات البيوت العربية، بمساحتها الكبيرة حيث كانت العائلة كلها تقطن في دار واحدة، كما أنها ذات تهوية وإنارة جيدة. مع القرن العشرين، انتشرت أنماط البناء الحديثة، معظم البيوت العربية تحولت إلى مطاعم أو فنادق، بعضها لا يزال مأهولاً كما في باب توما بدمشق، ولايظهر الطرازالسوري في البناء بشكل واضح في الريف.

### الأزياء
الأزياء التقليدية في سوريا تتألف من سروال قماشي يدعى في اللهجة العامية «شروال»، وفي القسم العلوي من الجسم قميص يعلوه صدرية مع حطّة يعصب بها الرأس، وغالبًا ما كان الزي التقليدي للرجال يترافق مع خنجر أو قطعة من السلاح. استبدلت الحطة تدريجيًا بالطربوش بالنسبة لكبار السن والمتعلمين، كما يمكن استبدال السروال والقميص بجلابية هي عبارة عن رداء طويل مخيط. أما المرأة، فاللباس التقليدي يتألف من عباءة طويلة داكنة اللون بالنسبة للسيدات وزاهية بالنسبة للفتيات، وتزيّن غالبًا بأقراط ذهبية أو فضية أو يطرز بعضها، مع وشاح يعصب الرأس. ترك الرحالة، والمؤرخين كثيرًا من الوصوف للزي التقليدي:
كانت مضيفتي الفاتنة، تلبس ثوب العيد الطويل الحريري المرقش، ذا اللونين الأخضر والأحمر، أما أكمامها الواسعة شفافة تكشف عن ساعدين متسقين، وكان يحيط خضرها حزام من المخمل المزخرف بصفائح معدنية، وكرات صغيرة مجدولة، تنزلق ثم ترتاح على وركيها.
في البادية وبعض مناطق الريف السوري، احتفظ باللباس التقليدي لاسيّما بين كبار السن، حتى الوقت الراهن، مع التحويرات كإزالة الطربوش. غالب أزياء السوريين في المدينة كما في الريف، ومنذ النصف الثاني للقرن العشرين، باتت أزياء حديثة كسراويل الجينز وسواها.

### المطبخ

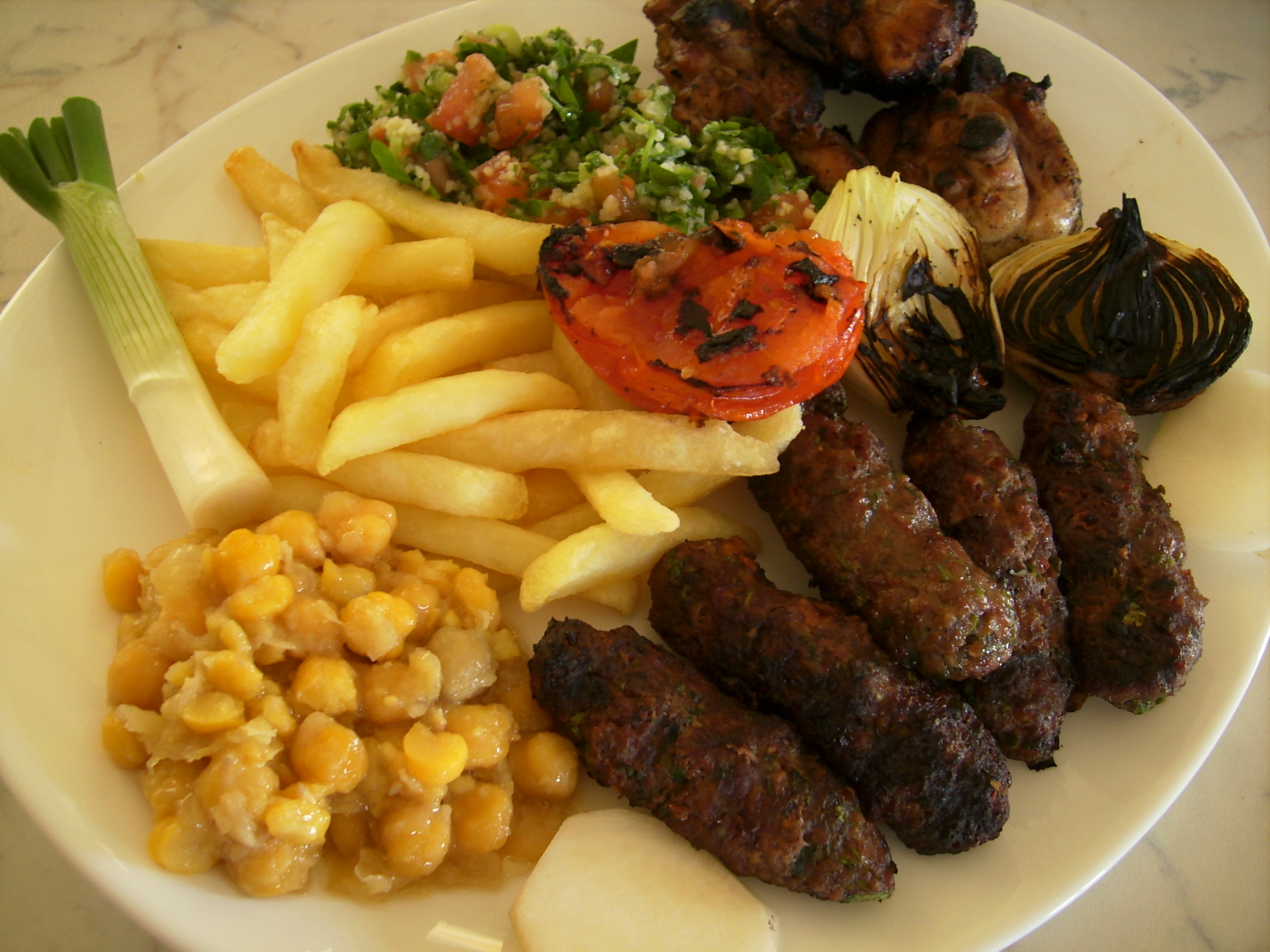
مأكولات من المطبخ السوري: الكباب المشوي، والبطاطا المقلية، مع مقبلات: تبولة وحمّص وبصل مشوي.

المطبخ السوري بشكل عام يتشابه مع نمط الأطعمة والمأكولات التي تنتشر في المحيط كلبنان والأردن، هناك تأثير واضح للمطبخ التركي من خلال دخول عدد من الأطباق التركية الرئيسية إلى سوريا إبان الفترة العثمانية، ومنها الشاورما والشيش برك. لكون سوريا منطقة غنية بالأراضي الزراعية، فإن تنوّع المحصولات من خضار وفواكه ينعكس على تنوّع الأطباق والصنوف المقدمة. تعتبر الكبة، والورق دوالي، والكباب من أشهر المأكولات السورية التي تعتمد على اللحم بشكل أساسي، هناك المحاشي بأنواعها المختلفة أيضًا تعتمد على اللحم. تعتبر المناسف أيضًا جزءًا من التراث السوري في الطعام، لاسيما في مناطق مثل دير الزور ودرعا. هذه الأطعمة، تسبقها عادة مقبلات، تقدم اتها في الفطور والعشاء، ومنها الحمص واللبنة والجبنة البلدية، أما الأطعمة التي لا تعتمد على اللحوم جزئيًا أو كليًا، فهي بدورها تقدم عادة ضمن الفطور، يمكن أن يذكر من ضمنها الفتة والفلافل والفول، المجدرة وهي إحدى الأطباق التي تقدم على الغداء تعتمد على الأرز أو البرغل. الكثير من الأطباق السورية تلحق بها عادة صحن من الأرز؛ ولعلّ الفتوش والتبولة أشهر أنواع السلطات السورية المحلية. أما الحلويات، فهي تقسم بين ما هو معروف باسم الحلو العربي كالكنافة، أو المشترك مع الثقافة التركية أمثال المدلوقة، إلى جانب الأنواع الحديثة من الحلويات كأطباق الحلوى وسواها؛ ولدمشق نمط خاص من الحلويات الدمشقية، في حين تعتبر الكليجة من الحلويات المحلية في المحافظات الشرقية.

### الرياضة
تعتبر رياضة كرة القدم الأكثر شعبية في سوريا، وقد دخلت إلى البلاد بداية القرن العشرين وتأسس الاتحاد السوري لكرة القدم عام 1936، وفي العام التالي انضم إلى الاتحاد العالمي لكرة القدم. يحوي الدوري السوري لكرة القدم مائة وعشرين ناديًا يتنافس أربع عشرة منها في الفئة الأولى الممتازة، ولعلّ أبرز الأندية السورية لكرة القدم هي نادي الجيش والذي يعد النادي الأكثر إحرازًا لبطولة الدوري، ونادي الكرامة والذي استطاع الوصول إلى المباراة النهائية في دوري أبطال آسيا عام 2006، ونادي الاتحاد الذي فاز بكأس الاتحاد الآسيوي عام 2010.
تعتبر كرة السلة الرياضة الثانية في سوريا، كذلك فإن رياضة الفروسية وركوب الخيل تحتل موقعًا بارزًا في الخارطة الرياضية وينظم سنويًا في اللاذقية دورة عالمية لها. إلى جانب الرياضات المائية المنتشرة في الساحل كالتزلج على الماء والغوص والسباحة. سائر الرياضيات ورياضات الصالات، متوافرة غير أن شعبية انتشارها قليلة للغاية، ولعل أبرزها كرة اليد والرماية وكرة الطائرة والملاكمة، فضلاً عن الراليات وينظم سنويًا رالي اكتشف سورية الدولي وقد شارك في نسخته الأخيرة حوالي مائتي مشترك من حول العالم، وتنظم بعض المدن بالتعاون مع هيئات المجتمع المدني أيضًا مارثونات سنوية في المدن، تكون عادة للتوعية لأهمية الصحة أو دعم قضية إنسانية معينة. وتدير الحكومة عددًا من الملاعب لمختلف الرياضات، كما تقوم بإدارة المدينة الرياضية في اللاذقية والتي تشمل على ملاعب وصالات مجهزة لمختلف الرياضيات، وكانت دورة ألعاب البحر المتوسط العاشرة عام 1987 قد قامت فيها، على صعيد الألعاب الأولمبية فإن رياضيو سوريا حققوا ميداليات بمعدل مدالية في كل دورة.

## الكتب
- فروما زاشز (2005). The making of a Syrian identity: intellectuals and merchants in nineteenth century Beirut [صنع الهوية السورية: مثقفون وتجار في بيروت القرن التاسع عشر] (بالإنجليزية). ISBN:978-90-04-14169-8. Archived from the original on 8 كانون الأول / ديسمبر 2019. Retrieved 5 شباط / فبراير 2013. {{استشهاد بكتاب}}: تحقق من التاريخ في: |تاريخ الوصول= and |تاريخ أرشيف= (help)
- وديع بشور (1994). سوريا صنع دولة وولادة أمة (ط. الأولى). دمشق، سوريا: دار اليازجي.
- ميشيل ترستيان دافيه (1984). المسألة السورية المزدوجة: سوريا في ظل الحرب الثانية. ترجمة: جبرائيل البيطار. دمشق، سوريا: دار طلاس للدراسات والنشر.
- بولس نعمان (1998). محطات مارونية من تاريخ لبنان. بيروت، لبنان: دير سيدة النصر. مؤرشف من الأصل في 26 آب / أغسطس 2020. اطلع عليه بتاريخ 26 آب / أغسطس 2020. {{استشهاد بكتاب}}: تحقق من التاريخ في: |تاريخ الوصول= و|تاريخ أرشيف= (مساعدة)
- آلان نيميه (1998). العلويون. ترجمة: أحمد علي رجب. بيروت، لبنان: مؤسسة البلاغ.
- يوسف الحكيم (1983). سورية والانتداب الفرنسي. بيروت، لبنان: دار النهار.
- غوردن تورري (1964). Syrian Politics and the Military, 1945-1958 [السياسة والجيش السوريان 1945 - 1958] (بالإنجليزية). دار نشر جامعة ولاية أوهايو. Archived from the original on 10 آب / أغسطس 2020. {{استشهاد بكتاب}}: تحقق من التاريخ في: |تاريخ أرشيف= (help)
- غسان محمد رشاد حداد (2007). أوراق شامية من تاريخ سورية المعاصر 1946 - 1966. مكتبة مدبولى الصغير. ISBN:9789772086276. مؤرشف من الأصل في 10 آب / أغسطس 2020. {{استشهاد بكتاب}}: تحقق من التاريخ في: |تاريخ أرشيف= (مساعدة)
- رنا قباني (1993). أساطير أوروبا عن الشرق: لفق تسد. ترجمة: صباح قباني (ط. الثالثة). دمشق، سوريا: دار طلاس للدراسات والنشر.
- عبد القادر عياش (1989). حضارة وادي الفرات: القسم السوري : مدن فراتية. الاهالي للطباعة والنشر والتوزيع. مؤرشف من الأصل في 26 آب / أغسطس 2020. اطلع عليه بتاريخ 26 آب / أغسطس 2020. {{استشهاد بكتاب}}: تحقق من التاريخ في: |تاريخ الوصول= و|تاريخ أرشيف= (مساعدة)

## مواقع خارجية
- التاريخ السوري.
- سوريون. نت.
- المغتربين السوريين في الخارج - وزارة المغتربين السورية.

1. ↑  تمثل معظم الأرقام، باستثناء تلك الخاصة بدول أمريكا الجنوبية، جميع المواطنين السوريين بما في ذلك الأقليات العرقية مثل الأكراد والأرمن.